# Une romance américaine
Pour plus de détails, voir Fiche technique et Distribution.
Une romance américaine (An American Romance) est un film américain réalisé par King Vidor, sorti en 1944.

## Synopsis
Le parcours de Stefan Dangosbiblichek, un immigré tchèque, de son arrivée à Ellis Island en 1898, à sa participation à l'effort de guerre après l'attaque de Pearl Harbor.

## Fiche technique
- Titre original : An American Romance
- Titre français : Une romance américaine
- Réalisation : King Vidor
- Scénario : Herbert Dalmas, William Ludwig
- Direction artistique : Cedric Gibbons
- Décors : Edwin B. Willis
- Costumes : Irene
- Photographie : Harold Rosson
- Son : Douglas Shearer
- Montage : Conrad A. Nervig
- Musique : Louis Gruenberg
- Production : King Vidor
- Société de production : Metro-Goldwyn-Mayer
- Société de distribution :  Loew's Inc.
- Pays d’origine :  États-Unis
- Langue originale : anglais
- Format : Couleurs (Technicolor) - 35 mm - 1,37:1 -  Son mono (Western Electric Sound System)
- Genre : drame
- Durée : 150 minutes
- Date de sortie :
  - États-Unis : 11 octobre 1944 (Première à Cincinnati, Ohio)

## Distribution
- Brian Donlevy : Stephen "Steve" Dangos, anciennement Stefan Dangosbiblichek
- Ann Richards : Anna O'Rourke Dangos
- Walter Abel : Howard Clinton
- John Qualen : Anton Dubechek
- Horace McNally : Teddy Roosevelt Dangos
- Mary McLeod : Tina Dangos
- Bob Lowell : George Washington Dangos
- Fred Brady : Abraham Lincoln Dangos
- Billy Lechner : Joe Chandler Jr.

Acteurs non crédités :
- Leon Belasco : Le propriétaire de la boutique de cigares
- Greta Meyer : Mama Hartzler
- Edmund Mortimer
- Charles Wagenheim : le vendeur de chaussures

## Chansons du film
- « Lo! Hear the Gentle Lark » : paroles de William Shakespeare, musique de Sir Henry Rowley Bishop
- « Lord please send me down your love » : paroles de Louis Gruenberg et King Vidor, musique de Louis Gruenberg
- « Lullabye » : paroles et musique de Louis Gruenberg